# Helle Thorning-Schmidt kormánya
Helle Thorning-Schmidt kormánya 2011. október 3. óta áll Dánia élén. Az alábbi lista a kormány tagjait sorolja föl a 2013. október 29-i állapot szerint:
| Név                    | Tisztség                                               |
| ---------------------- | ------------------------------------------------------ |
| Helle Thorning-Schmidt | miniszterelnök                                         |
| Margrethe Vestager     | miniszterelnök-helyettes                               |
| Karen Haekkerup        | mezőgazdasági, élelmezésügyi és halászati miniszter    |
| Henrik Sass Larsen     | üzleti és növekedésügyi miniszter                      |
| Christine Antorini     | gyermekügyi és oktatási miniszter                      |
| Martin Lidegaard       | klíma-, energia- és építésügyi miniszter               |
| Marianne Jelved        | kulturális                                             |
| Nicolai Halby Wammen   | védelmi miniszter                                      |
| Christian Friis Bach   | fejlesztési együttműködésért felelős miniszter         |
| Manu Sareen            | egyházügyi miniszter                                   |
| Margrethe Vestager     | gazdaságügyi miniszter                                 |
| Mette Frederiksen      | munkaügyi miniszter                                    |
| Ida Auken              | környezetvédelmi miniszter                             |
| Manu Sareen            | egyenlőségügyi miniszter                               |
| Nick Haekkerup         | európai kooperációért felelős miniszter                |
| Bjarne Corydon         | pénzügyminiszter                                       |
| Villy Sovndal          | külügyminiszter                                        |
| Astrid Krag            | egészségügyi és betegségmegelőzési miniszter           |
| Margrethe Vestager     | belügyminiszter                                        |
| Morten Bodskov         | igazságügy-miniszter                                   |
| Manu Sareen            | skandináv kooperációért felelős miniszter              |
| Morten Ostergaard      | kutatás-, újítás- és felnőttoktatásügyi miniszter      |
| Annette Vilhelmsen     | szociális és integrációügyi miniszter                  |
| Holger Nielsen         | adóügyi miniszter                                      |
| Carsten Hansen         | településüygi, lakásügyi és vidékfejlesztési miniszter |
| Nick Haekkerup         | kereskedelmi és befektetésügyi miniszter               |
| Pia Olsen Dyhr         | közlekedési miniszter                                  |